# Lomtjärnen (Delsbo socken, Hälsingland, 685137-153585)
Lomtjärnen är en sjö i Hudiksvalls kommun i Hälsingland och ingår i Delångersåns huvudavrinningsområde. Sjön är 4,4 meter djup, har en yta på 0,015 kvadratkilometer och befinner sig 120 meter över havet.